# Lithophane lignicosta
Lithophane lignicosta là một loài bướm đêm trong họ Noctuidae.